# Aphaenogaster exasperata
Aphaenogaster exasperata är en myrart som beskrevs av Wheeler 1921. Aphaenogaster exasperata ingår i släktet Aphaenogaster och familjen myror. Inga underarter finns listade i Catalogue of Life.